# Dolichoura kollmannii
Dolichoura kollmannii är en tvåhjärtbladig växtart som beskrevs av Renato Goldenberg och Tavares. Dolichoura kollmannii ingår i släktet Dolichoura och familjen Melastomataceae. Inga underarter finns listade i Catalogue of Life.